# أوكتوداد
أوكتوداد (بالإنجليزية: Octodad)‏ ، هي لعبة فيديو من نوع مغامرات والحياة المنزلية، أنتجت عام 2010م وطورها مجموعة من طلبة جامعة دي بول ، ويعرف جامعة دي بول في مدينة إلينوي بولاية شيكاغو الاهتمام الدائم لاعتناق المذهب الكاثوليكي التابع للديانة المسيحية، وتعمل بنظامي مايكرسوفت ويندوز وماك إن عشرة.

## وصلات خارجية
- الموقع الرسمي

```
at Twitter
```